# Kenners
Kenners (westallgäuerisch: Khennərs) ist ein Gemeindeteil der Gemeinde Gestratz im bayerisch-schwäbischen Landkreis Lindau (Bodensee).

## Geographie
Die Einöde liegt circa 2,5 Kilometer nördlich des Hauptorts Gestratz und zählt zur Region Westallgäu. Östlich und südlich der Ortschaft verläuft die Gemeindegrenze zu Maierhöfen.

## Ortsname
Der Ortsname stammt vom Familiennamen Kenner ab und bedeutet (Ansiedlung) des Kenner.

## Geschichte
Kenners wurde erstmals im Jahr 1427 mit dem Gůt zem Kaͤners urkundlich erwähnt. 1631 fand die Vereinödung Kenners mit drei Teilnehmern statt. 1818 wurden drei Wohngebäude im Ort gezählt. Kenners gehörte einst dem Gericht Grünenbach in der Herrschaft Bregenz an.